# Miroslav Hloušek
Miroslav Hloušek (* 14. listopadu 1958 Hradec Králové) je český politik, voják a policista, v letech 2005 až 2022 ředitel Městské policie Hradec Králové. V září 2022 byl zvolen zastupitelem města Hradec Králové a v listopadu 2022 byl pak jmenován 1. náměstkem primátorky, zodpovědným za oblast dopravy, ekonomiky a rozpočtu, městských organizací a sportu.

## Život
Vystudoval Vojenskou akademii v Brně se zaměřením na řízení vyšších vojenských celků. Po roce 1989 sloužil v armádě ve velitelských funkcích. Po odchodu z armády přešel k Pohraniční policii v Hradci Králové, kde působil až do reorganizace. Následně pracoval jako investiční technik a později se ředitelem ředitele odboru investic holdingu M – SILNICE a.s. a nakonec ředitelem jejich akciových společností.
V roce 2005 převzal řízení Městské policie v Hradci Králové, kterou řídil až do doby jmenování náměstkem primátorky. V rámci České republiky zastával několik let funkci předsedy Kolegia ředitelů městských policií statutárních měst.

## Politické působení
V komunálních volbách v roce 2022 úspěšně kandidoval za ODS do zastupitelstva města Hradce Králové. Po utvoření koalice byl 15. listopadu 2022 jmenován 1. náměstkem primátorky, zodpovědným za oblast dopravy, ekonomiky a rozpočtu, městských organizací a sportu.